# Nikolaj Tjerkasov
Nikolaj Konstantinovitj Tjerkasov (ryska: Николай Константинович Черкасов), född 27 juli 1903 i Sankt Petersburg, Kejsardömet Ryssland, död 14 september 1966 i Moskva, Sovjetunionen, var en sovjetisk skådespelare.
Asteroiden 4053 Cherkasov är uppkallad efter honom.

## Filmografi i urval
- 1927 – Jego prevoschoditelstvo – lång clown
- 1935 – Lyckan
- 1936 – Väninnor
- 1936 – Kapten Grants barn – Jacques Paganel
- 1936 – Baltiska flottans deputerade – professor Polesjajev
- 1937 – Peter den store – prins Aleksej
- 1938 – Storm över Ryssland – Aleksandr Nevskij
- 1939 – Lenin 1918 – Maksim Gorkij
- 1939 – Poltava (del två av Peter den store) – prins Aleksej
- 1941 – Tåget över Alperna – Aleksandr Suvorov
- 1945 – Ivan den förskräcklige I – Ivan IV
- 1947 – I livets namn – vaktmästare Lukic
- 1947 – Det var en vår – Gromov, filmregissör
- 1949 – Kamp i raseri – president Roosevelt
- 1950 – Ett liv i musik – kritikern Stasov
- 1957 – Don Quijote – Don Quijote av La Mancha
- 1958 – Ivan den förskräcklige II (färdigställd 1946) – Ivan IV